# 高橋恒夫
高橋 恒夫（たかはし つねお）は、日本の元アマチュア野球選手（投手）。

## 経歴・人物
群馬県立桐生高等学校ではエースとしてとして甲子園に2度の出場を果たした。1963年夏の選手権は自身の好投により、準々決勝に進むが、下関商の池永正明に抑えられ1-2で惜敗。
1964年春の選抜では、2回戦で植木一智、衣笠祥雄のバッテリーを擁する平安高に敗退。同年夏は北関東大会予選決勝で作新学院高に3-5で惜敗、甲子園出場はならなかった。高校同期に二塁手の蓑輪努がいる。
高校卒業後は富士重工業に入社した。1965年の都市対抗野球に日立製作所の補強選手として出場。同じく日本鉱業日立から補強された簾内政雄と左右の二本柱を組み、チームの準々決勝進出に貢献。
同年のドラフト会議でサンケイスワローズから5位指名を受けたが、入団を拒否し、チームに残留した。